# Weissia glazioui
Weissia glazioui är en bladmossart som beskrevs av Richard Henry Zander 1993. Weissia glazioui ingår i släktet krusmossor, och familjen Pottiaceae. Inga underarter finns listade i Catalogue of Life.